# Pekari, Konotop
Pekari (în ucraineană Пекарі) este o comună în raionul Konotop, regiunea Sumî, Ucraina, formată numai din satul de reședință. În secolul al XIX-lea, satul făcea parte din volostul Pekari, uezdul Romnî.

## Demografie
Componența lingvistică a comunei Pekari
     Ucraineană (98,53%)
     Rusă (1,15%)
     Alte limbi (0,33%)
Conform recensământului din 2001, majoritatea populației comunei Pekari era vorbitoare de ucraineană (98,53%), existând în minoritate și vorbitori de rusă (1,15%).